# 劉余
劉 余（りゅう よ、? - 前128年）は、前漢の景帝の息子。武帝の異母兄に当たる。劉餘とも表記される。

## 略歴
母は程姫。景帝前2年（紀元前155年）に淮陽王に立てられ、翌年、呉楚七国の乱が起こり呉王らが敗れた後、魯王に移封された。
劉余は宮殿造営や狩猟などを好み、晩年は音楽を好むようになった。また吃音で会話が苦手だった。
景帝の時代、魯王の相となった田叔が魯へ赴任すると、財物を召し上げられたと領民100人以上が訴え出た。田叔が領民を逆に叱責したことを知ると、それを恥じた劉余は私費で領民たちに賠償した。
また、宮殿造営のために孔子の旧宅を破壊しようとしたところ、鐘や琴の音が聞こえてきたので、破壊するのをやめた。その後、旧宅の壁の中から古文（古代文字）の経書が発見された。『漢書』劉歆伝によれば『礼』の逸文39篇や『書経』16篇があり、孔安国によって後に皇帝に献上された。
元朔元年（紀元前128年）に死去し、共王あるいは恭王と諡された。子の魯安王劉光が後を継ぎ、魯王はその後一時期断絶したが王莽の時代まで存続した。
後漢末の劉焉（諸説あり）および劉表と劉洪はその子孫である。

## 子女
- 安王 劉光
- 広戚節侯 劉将
- 寧陽節侯 劉恬
- 瑕丘節侯 劉政
- 公丘夷侯 劉順
- 郁桹侯 劉驕 - 劉表の祖。
- 西昌侯 劉敬